# Bubong

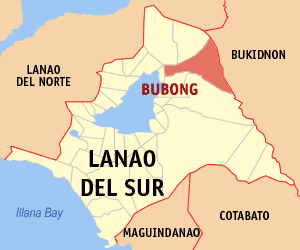
Bản đồ Lanao del Sur với vị trí của Bubong

Bubong là một đô thị hạng 4 ở tỉnh Lanao del Sur, Philippines. Theo điều tra dân số năm 2000 của Philipin, đô thị này có dân số 19.003 người trong 2.404 hộ.

## Các đơn vị hành chính
Bubong được chia ra 36 barangay.
| - Bagoaingud - Bansayan - Basingan - Batangan - Bualan - Poblacion (Bubong) - Bubonga Didagun - Carigongan - Bacolod - Dilabayan - Dimapatoy - Dimayon Proper | - Diolangan - Guiguikun - Dibarosan - Madanding - Malungun - Masorot - Matampay Dimarao - Miabalawag - Montiaan - Pagayawan - Palao - Panalawan | - Pantar - Pindoguan - Polayagan - Ramain Bubong - Rogero - Salipongan - Sunggod - Taboro - Dalaon - Dimayon - Pindolonan - Punud |